# Сколепово (Владимирская область)
Сколепово — деревня в Вязниковском районе Владимирской области России, входит в состав муниципального образования посёлок Мстёра.

## География
Деревня расположена в 18 км на юг от центра поселения посёлка Мстёра и в 20 км на запад от райцентра города Вязники.

## История
В XIX — первой четверти XX века деревня входила в состав Сарыевской волости Вязниковского уезда. В 1859 году в деревне числилось 23 двора, в 1905 году — 33 двора, в 1926 году — 31 двор.
С 1929 года деревня входила в состав Симонцевского сельсовета Вязниковского района, с 1940 года — в составе Сарыевского сельсовета, с 1983 года — в составе Вязовского сельсовета, с 2005 года — в составе муниципального образования посёлок Мстёра.

## Население
| 1859 | 1905 | 1926 | 2002 | 2010 | 2021 |
| ---- | ---- | ---- | ---- | ---- | ---- |
| 148  | ↗199 | ↘138 | ↘17  | ↗23  | ↘5   |